# SLC9A10
SLC9A10‏ (Solute carrier family 9 member C1) هوَ بروتين يُشَفر بواسطة جين SLC9A10 في الإنسان.